# Spaans handbalteam (vrouwen)
Het Spaanse handbalteam is het nationale team van Spanje voor vrouwen. Het team vertegenwoordigt de Real Federación Española de Balonmano.

## Resultaten

### Olympische Spelen
| Olympische Spelen | Olympische Spelen   | Olympische Spelen   | Olympische Spelen   | Olympische Spelen   | Olympische Spelen   | Olympische Spelen   | Olympische Spelen   | Olympische Spelen   |
| Jaar (teams)      | Resultaat           | Wed                 | W                   | G                   | V                   | DV                  | DT                  | DS                  |
| ----------------- | ------------------- | ------------------- | ------------------- | ------------------- | ------------------- | ------------------- | ------------------- | ------------------- |
| 1976 (6)          | Niet gekwalificeerd | Niet gekwalificeerd | Niet gekwalificeerd | Niet gekwalificeerd | Niet gekwalificeerd | Niet gekwalificeerd | Niet gekwalificeerd | Niet gekwalificeerd |
| 1980 (6)          | Niet gekwalificeerd | Niet gekwalificeerd | Niet gekwalificeerd | Niet gekwalificeerd | Niet gekwalificeerd | Niet gekwalificeerd | Niet gekwalificeerd | Niet gekwalificeerd |
| 1984 (6)          | Niet gekwalificeerd | Niet gekwalificeerd | Niet gekwalificeerd | Niet gekwalificeerd | Niet gekwalificeerd | Niet gekwalificeerd | Niet gekwalificeerd | Niet gekwalificeerd |
| 1988 (8)          | Niet gekwalificeerd | Niet gekwalificeerd | Niet gekwalificeerd | Niet gekwalificeerd | Niet gekwalificeerd | Niet gekwalificeerd | Niet gekwalificeerd | Niet gekwalificeerd |
| 1992 (8)          | 7de                 | 4                   | 1                   | 0                   | 3                   |                     |                     |                     |
| 1996 (8)          | Niet gekwalificeerd | Niet gekwalificeerd | Niet gekwalificeerd | Niet gekwalificeerd | Niet gekwalificeerd | Niet gekwalificeerd | Niet gekwalificeerd | Niet gekwalificeerd |
| 2000 (10)         | Niet gekwalificeerd | Niet gekwalificeerd | Niet gekwalificeerd | Niet gekwalificeerd | Niet gekwalificeerd | Niet gekwalificeerd | Niet gekwalificeerd | Niet gekwalificeerd |
| 2004 (10)         | 6de                 | 7                   | 1                   | 3                   | 3                   |                     |                     |                     |
| 2008 (12)         | Niet gekwalificeerd | Niet gekwalificeerd | Niet gekwalificeerd | Niet gekwalificeerd | Niet gekwalificeerd | Niet gekwalificeerd | Niet gekwalificeerd | Niet gekwalificeerd |
| 2012 (12)         | 3de                 | 8                   | 5                   | 1                   | 2                   |                     |                     |                     |
| 2016 (12)         | 6de                 | 6                   | 3                   | 0                   | 3                   |                     |                     |                     |
| 2020 (12)         | 9de                 | 5                   | 2                   | 0                   | 3                   | 135                 | 142                 | −7                  |
| Totaal            | 5/12                | 30                  | 12                  | 4                   | 14                  |                     |                     |                     |

 Kampioenen   Runners-up   Derde plaats   Vierde plaats

### Wereldkampioenschap
| Wereldkampioenschap | Wereldkampioenschap               | Wereldkampioenschap               | Wereldkampioenschap               | Wereldkampioenschap               | Wereldkampioenschap               | Wereldkampioenschap               | Wereldkampioenschap               | Wereldkampioenschap               |
| Jaar                | Resultaat                         | Wed                               | W                                 | G                                 | V                                 | DV                                | DT                                | DS                                |
| ------------------- | --------------------------------- | --------------------------------- | --------------------------------- | --------------------------------- | --------------------------------- | --------------------------------- | --------------------------------- | --------------------------------- |
| 1957                | Niet deelgenomen aan kwalificatie | Niet deelgenomen aan kwalificatie | Niet deelgenomen aan kwalificatie | Niet deelgenomen aan kwalificatie | Niet deelgenomen aan kwalificatie | Niet deelgenomen aan kwalificatie | Niet deelgenomen aan kwalificatie | Niet deelgenomen aan kwalificatie |
| 1962                | Niet deelgenomen aan kwalificatie | Niet deelgenomen aan kwalificatie | Niet deelgenomen aan kwalificatie | Niet deelgenomen aan kwalificatie | Niet deelgenomen aan kwalificatie | Niet deelgenomen aan kwalificatie | Niet deelgenomen aan kwalificatie | Niet deelgenomen aan kwalificatie |
| 1965                | Niet deelgenomen aan kwalificatie | Niet deelgenomen aan kwalificatie | Niet deelgenomen aan kwalificatie | Niet deelgenomen aan kwalificatie | Niet deelgenomen aan kwalificatie | Niet deelgenomen aan kwalificatie | Niet deelgenomen aan kwalificatie | Niet deelgenomen aan kwalificatie |
| 1971                | Niet deelgenomen aan kwalificatie | Niet deelgenomen aan kwalificatie | Niet deelgenomen aan kwalificatie | Niet deelgenomen aan kwalificatie | Niet deelgenomen aan kwalificatie | Niet deelgenomen aan kwalificatie | Niet deelgenomen aan kwalificatie | Niet deelgenomen aan kwalificatie |
| 1973                | Niet deelgenomen aan kwalificatie | Niet deelgenomen aan kwalificatie | Niet deelgenomen aan kwalificatie | Niet deelgenomen aan kwalificatie | Niet deelgenomen aan kwalificatie | Niet deelgenomen aan kwalificatie | Niet deelgenomen aan kwalificatie | Niet deelgenomen aan kwalificatie |
| 1975                | Niet gekwalificeerd               | Niet gekwalificeerd               | Niet gekwalificeerd               | Niet gekwalificeerd               | Niet gekwalificeerd               | Niet gekwalificeerd               | Niet gekwalificeerd               | Niet gekwalificeerd               |
| 1978                | Niet gekwalificeerd               | Niet gekwalificeerd               | Niet gekwalificeerd               | Niet gekwalificeerd               | Niet gekwalificeerd               | Niet gekwalificeerd               | Niet gekwalificeerd               | Niet gekwalificeerd               |
| 1982                | Niet gekwalificeerd               | Niet gekwalificeerd               | Niet gekwalificeerd               | Niet gekwalificeerd               | Niet gekwalificeerd               | Niet gekwalificeerd               | Niet gekwalificeerd               | Niet gekwalificeerd               |
| 1986                | Niet gekwalificeerd               | Niet gekwalificeerd               | Niet gekwalificeerd               | Niet gekwalificeerd               | Niet gekwalificeerd               | Niet gekwalificeerd               | Niet gekwalificeerd               | Niet gekwalificeerd               |
| 1990                | Niet gekwalificeerd               | Niet gekwalificeerd               | Niet gekwalificeerd               | Niet gekwalificeerd               | Niet gekwalificeerd               | Niet gekwalificeerd               | Niet gekwalificeerd               | Niet gekwalificeerd               |
| 1993                | 15de                              | 6                                 | 1                                 | 0                                 | 5                                 |                                   |                                   |                                   |
| 1995                | Niet gekwalificeerd               | Niet gekwalificeerd               | Niet gekwalificeerd               | Niet gekwalificeerd               | Niet gekwalificeerd               | Niet gekwalificeerd               | Niet gekwalificeerd               | Niet gekwalificeerd               |
| 1997                | Niet gekwalificeerd               | Niet gekwalificeerd               | Niet gekwalificeerd               | Niet gekwalificeerd               | Niet gekwalificeerd               | Niet gekwalificeerd               | Niet gekwalificeerd               | Niet gekwalificeerd               |
| 1999                | Niet gekwalificeerd               | Niet gekwalificeerd               | Niet gekwalificeerd               | Niet gekwalificeerd               | Niet gekwalificeerd               | Niet gekwalificeerd               | Niet gekwalificeerd               | Niet gekwalificeerd               |
| 2001                | 10de                              | 6                                 | 3                                 | 0                                 | 3                                 |                                   |                                   |                                   |
| 2003                | 5de                               | 9                                 | 6                                 | 1                                 | 2                                 |                                   |                                   |                                   |
| 2005                | Niet gekwalificeerd               | Niet gekwalificeerd               | Niet gekwalificeerd               | Niet gekwalificeerd               | Niet gekwalificeerd               | Niet gekwalificeerd               | Niet gekwalificeerd               | Niet gekwalificeerd               |
| 2007                | 10de                              | 8                                 | 3                                 | 1                                 | 4                                 |                                   |                                   |                                   |
| 2009                | 4de                               | 10                                | 6                                 | 1                                 | 3                                 |                                   |                                   |                                   |
| 2011                | 3de                               | 9                                 | 7                                 | 0                                 | 2                                 |                                   |                                   |                                   |
| 2013                | 9de                               | 6                                 | 4                                 | 0                                 | 2                                 |                                   |                                   |                                   |
| 2015                | 12de                              | 6                                 | 3                                 | 0                                 | 3                                 |                                   |                                   |                                   |
| 2017                | 11de                              | 6                                 | 3                                 | 1                                 | 2                                 |                                   |                                   |                                   |
| 2019                | 2de                               | 10                                | 7                                 | 1                                 | 2                                 |                                   |                                   |                                   |
| 2021                | 4de                               | 9                                 | 7                                 | 0                                 | 2                                 |                                   |                                   |                                   |
| Totaal              | 11/25                             | 85                                | 50                                | 5                                 | 30                                | 0                                 | 0                                 | 0                                 |

 Kampioenen   Runners-up   Derde plaats   Vierde plaats

### Europees kampioenschap
| Europees kampioenschap | Europees kampioenschap | Europees kampioenschap | Europees kampioenschap | Europees kampioenschap | Europees kampioenschap | Europees kampioenschap | Europees kampioenschap | Europees kampioenschap | Europees kampioenschap |
| Jaar (teams)           | Resultaat              | Wed                    | W                      | G                      | V                      | DV                     | DT                     | DS                     | Kwal                   |
| ---------------------- | ---------------------- | ---------------------- | ---------------------- | ---------------------- | ---------------------- | ---------------------- | ---------------------- | ---------------------- | ---------------------- |
| 1994 (12)              | Niet gekwalificeerd    | Niet gekwalificeerd    | Niet gekwalificeerd    | Niet gekwalificeerd    | Niet gekwalificeerd    | Niet gekwalificeerd    | Niet gekwalificeerd    | Niet gekwalificeerd    | Niet gekwalificeerd    |
| 1996 (12)              | Niet gekwalificeerd    | Niet gekwalificeerd    | Niet gekwalificeerd    | Niet gekwalificeerd    | Niet gekwalificeerd    | Niet gekwalificeerd    | Niet gekwalificeerd    | Niet gekwalificeerd    | Niet gekwalificeerd    |
| 1998 (12)              | 12de                   | 6                      | 0                      | 1                      | 5                      | 132                    | 154                    | −22                    | (Kwal.)                |
| 2000 (12)              | Niet gekwalificeerd    | Niet gekwalificeerd    | Niet gekwalificeerd    | Niet gekwalificeerd    | Niet gekwalificeerd    | Niet gekwalificeerd    | Niet gekwalificeerd    | Niet gekwalificeerd    | Niet gekwalificeerd    |
| 2002 (16)              | 13de                   | 3                      | 0                      | 2                      | 1                      | 75                     | 80                     | −5                     | (Kwal.)                |
| 2004 (16)              | 8ste                   | 7                      | 3                      | 0                      | 4                      | 185                    | 193                    | −9                     | (Kwal.)                |
| 2006 (16)              | 9de                    | 6                      | 3                      | 0                      | 3                      | 148                    | 147                    | +1                     | (Kwal.)                |
| 2008 (16)              | 2de                    | 8                      | 4                      | 2                      | 2                      | 199                    | 197                    | −2                     | (Kwal.)                |
| 2010 (16)              | 11de                   | 6                      | 2                      | 0                      | 4                      | 143                    | 142                    | −1                     | (Kwal.)                |
| 2012 (16)              | 11de                   | 6                      | 2                      | 1                      | 3                      | 153                    | 156                    | −2                     | (Kwal.)                |
| 2014 (16)              | 2de                    | 8                      | 5                      | 0                      | 3                      | 200                    | 191                    | −9                     | (Kwal.)                |
| 2016 (16)              | 11de                   | 6                      | 1                      | 1                      | 4                      | 138                    | 140                    | −2                     | (Kwal.)                |
| 2018 (16)              | 12de                   | 6                      | 1                      | 0                      | 5                      | 152                    | 167                    | −15                    | (Kwal.)                |
| 2020 (16)              | 9de                    | 6                      | 1                      | 2                      | 4                      | 147                    | 164                    | −17                    | (Kwal.)                |
| 2022 (16)              | 9de                    | 6                      | 1                      | 1                      | 4                      | 146                    | 166                    | -20                    | (Kwal.)                |
| Totaal                 | 12/15                  | 74                     | 23                     | 10                     | 42                     | 1.818                  | 1.897                  | −79                    |                        |

 Kampioenen   Runners-up   Derde plaats   Vierde plaats

### Middellandse Zeespelen
De Middellandse Zeespelen is een sportevenement voor landen die een kust hebben aan de Middellandse Zee, en voor enkele andere landen die in de buurt van de zee liggen.
| Middellandse Zeespelen | Middellandse Zeespelen | Middellandse Zeespelen | Middellandse Zeespelen | Middellandse Zeespelen | Middellandse Zeespelen | Middellandse Zeespelen | Middellandse Zeespelen | Middellandse Zeespelen |
| Jaar                   | Resultaat              | Wed                    | W                      | G                      | V                      | DV                     | DT                     | DS                     |
| ---------------------- | ---------------------- | ---------------------- | ---------------------- | ---------------------- | ---------------------- | ---------------------- | ---------------------- | ---------------------- |
| 1979                   | 2de                    |                        |                        |                        |                        |                        |                        |                        |
| 1983                   | Niet deelgenomen       | Niet deelgenomen       | Niet deelgenomen       | Niet deelgenomen       | Niet deelgenomen       | Niet deelgenomen       | Niet deelgenomen       | Niet deelgenomen       |
| 1987                   | 3de                    |                        |                        |                        |                        |                        |                        |                        |
| 1991                   | 3de                    |                        |                        |                        |                        |                        |                        |                        |
| 1993                   | 3de                    |                        |                        |                        |                        |                        |                        |                        |
| 1997                   | 5de                    |                        |                        |                        |                        |                        |                        |                        |
| 2001                   | 2de                    |                        |                        |                        |                        |                        |                        |                        |
| 2005                   | 1ste                   |                        |                        |                        |                        |                        |                        |                        |
| 2009                   | 4de                    |                        |                        |                        |                        |                        |                        |                        |
| 2013                   | 5de                    |                        |                        |                        |                        |                        |                        |                        |
| 2018                   | 1ste                   |                        |                        |                        |                        |                        |                        |                        |
| Totaal                 | 10/11                  |                        |                        |                        |                        |                        |                        |                        |

 Kampioenen   Runners-up   Derde plaats   Vierde plaats

## Team

### Belangrijke speelsters
Verschillende Spaanse speelsters zijn individueel onderscheiden op internationale toernooien, ofwel als "meest waardevolle speelster", topscoorder of als lid van het All-Star Team.
All-Star Team
- Alexandrina Cabral (linkeropbouw), wereldkampioenschap 2019
- Carmen Martín (rechterhoek), wereldkampioenschap 2021